# Chapelle Notre-Dame de Coat-an-Poudou
Pour les articles homonymes, voir Chapelle Notre-Dame.
La chapelle Notre-Dame de Coat-an-Poudou est un lieu de culte catholique situé dans la commune de Melgven, dans le département du Finistère, en Bretagne. Chapelle construite entre les XVe et XVIIe siècles au lieu-dit Coat-an-Poudou, elle est d'abord dédiée à saint Cado, puis à Notre-Dame. Elle est classée monument historique en 1949.

## Histoire
La chapelle est construite entre les XVe et XVIIe siècles au lieu-dit Coat-an-Poudou sur la route qui relie Melgven à Cadol sur la direction de Rosporden. D'abord dédiée à saint Cado, elle est dédiée à Notre-Dame au cours du XVIIIe siècle. Le nom de la chapelle signifie Bois des Poteries car près de la chapelle, se trouvait un champ où jadis les labours faisaient ressortir à la surface des tessons de poteries. 
La chapelle possède un calvaire en granite sur son placître. Ce dernier porte les armoiries de la famille du Perrier, titulaire de la seigneurie de Coat-Canton du début du XVe siècle au XVIe siècle. Les armes de cette famille se retrouvent sur différents monuments de Melgven comme sur le portail de l'église paroissiale située au bourg.
Des combats de lutte bretonne auraient dans un passé lointain été organisés sur le placître de la chapelle Saint-Cado, mais des gars de Gouesnach, après avoir gagné ce tournoi, auraient enlevé la statue de saint Cado et organisé depuis ces combats le jour du pardon de la chapelle Saint-Cadou de Gouesnach.

## Description
C'est une chapelle typiquement bretonne. Elle est construite en pierres de taille en granite appareillées. La façade sud est percée de deux portes ; la façade occidentale d'une seule. De plan rectangulaire, la chapelle comprend une nef de cinq travées séparées de ses deux bas-côtés par deux rangées de colonnes en granite reliées par des arcs en ogive. À l'intérieur, la nef et chaque bas-côté dispose d'un autel. Hormis deux statues représentant saint Cado et la Vierge, aucun décor n'est présent à l'intérieur.

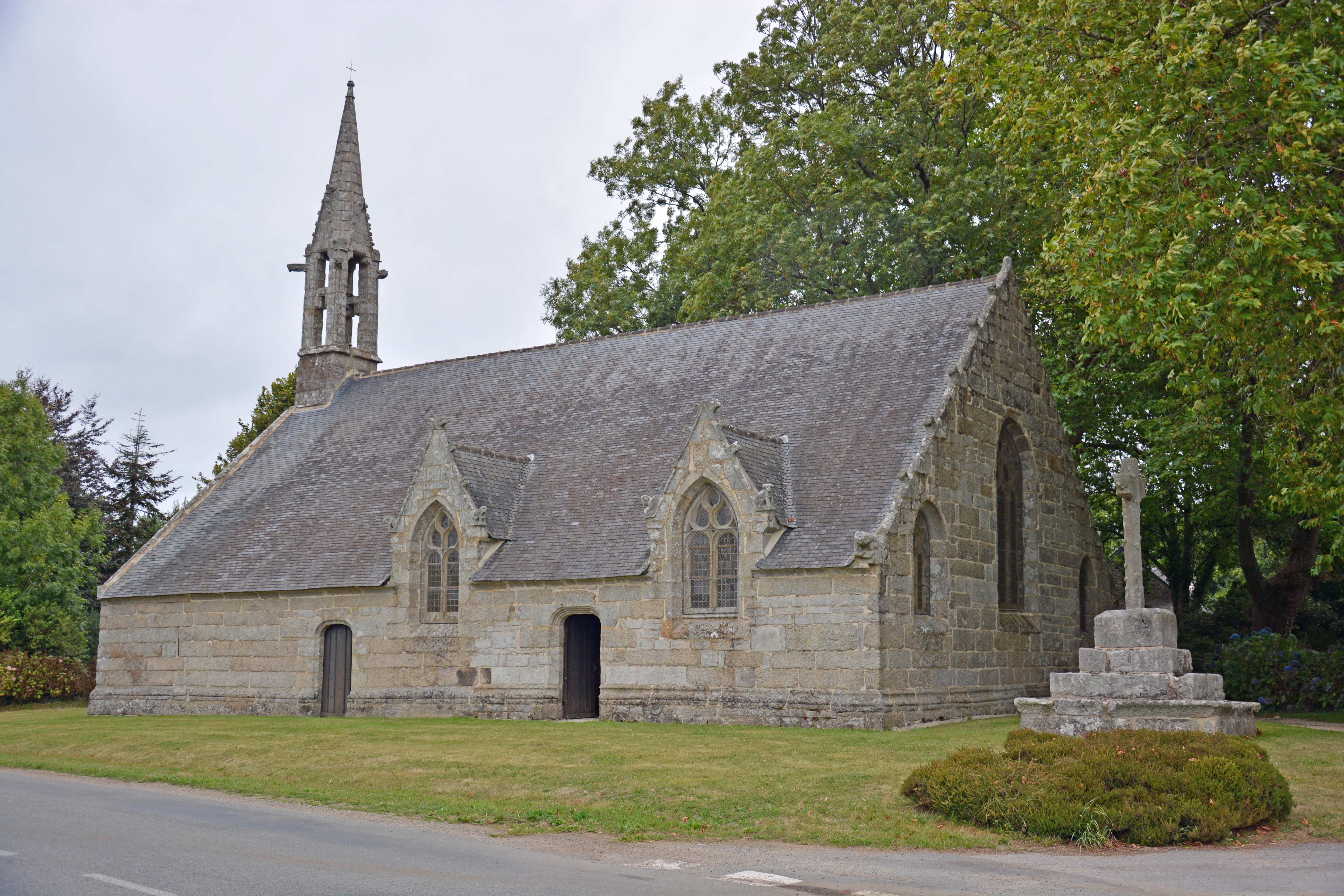
Chapelle Notre-Dame de Coat-an-Poudou
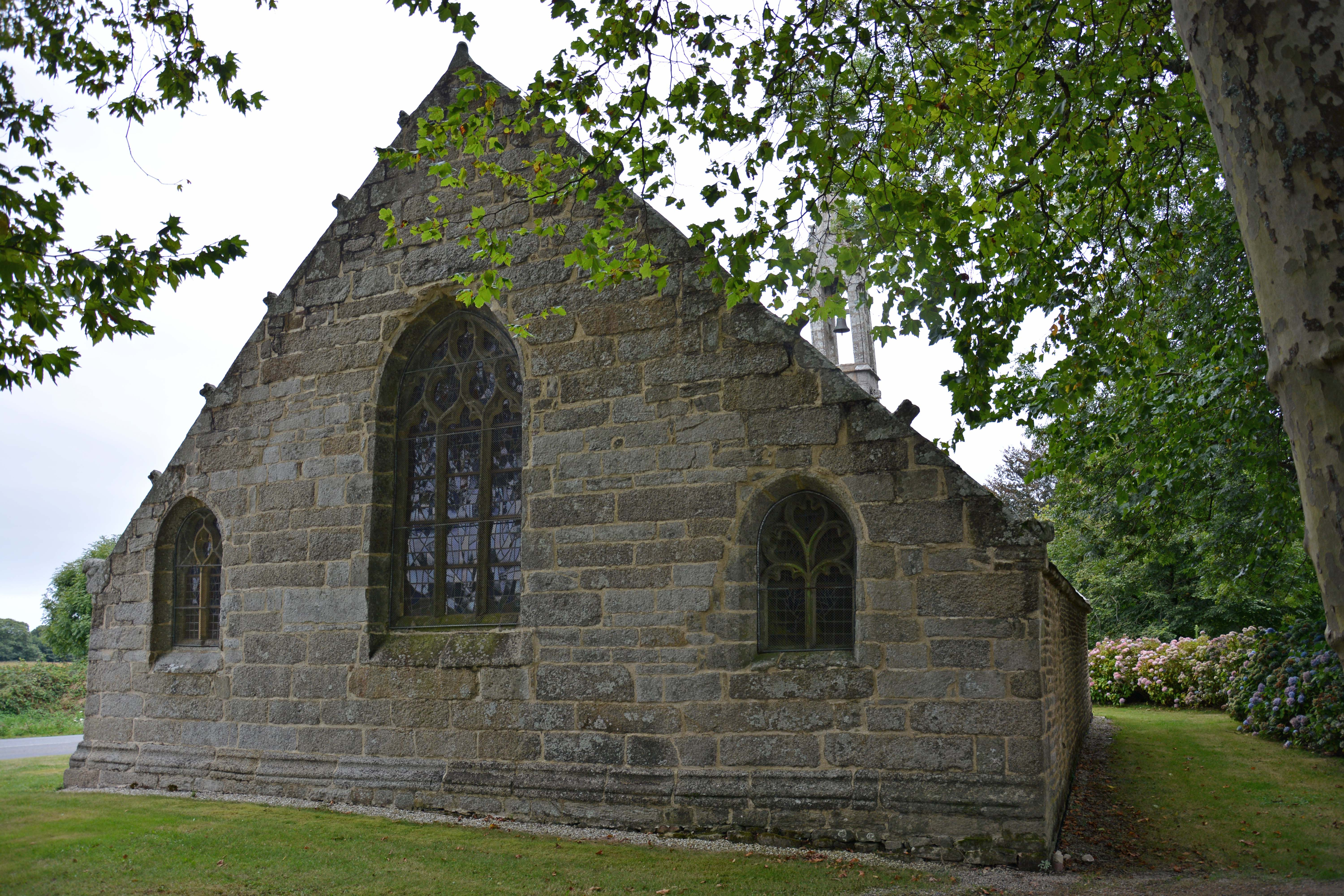
Façade orientale
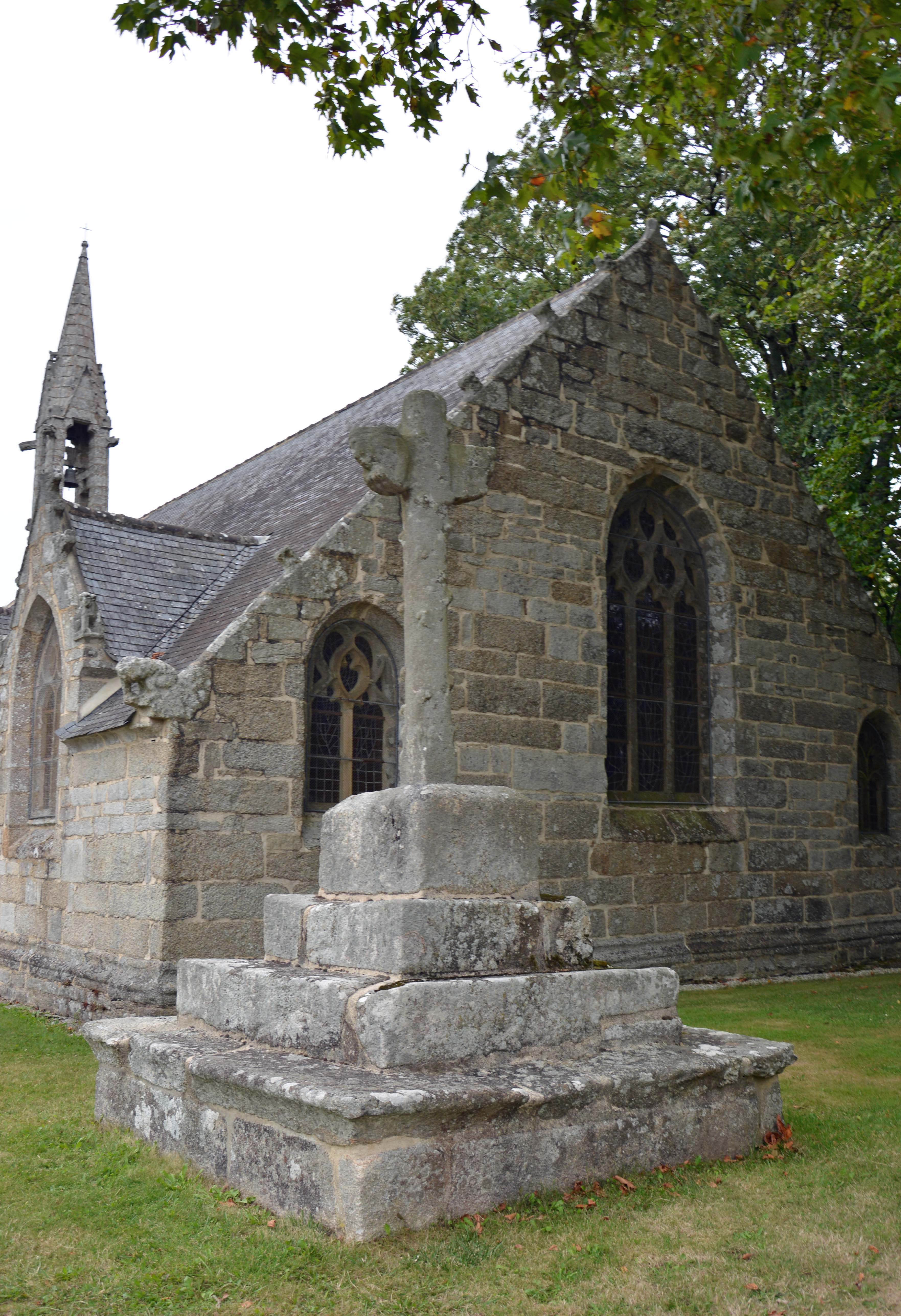
Calvaire
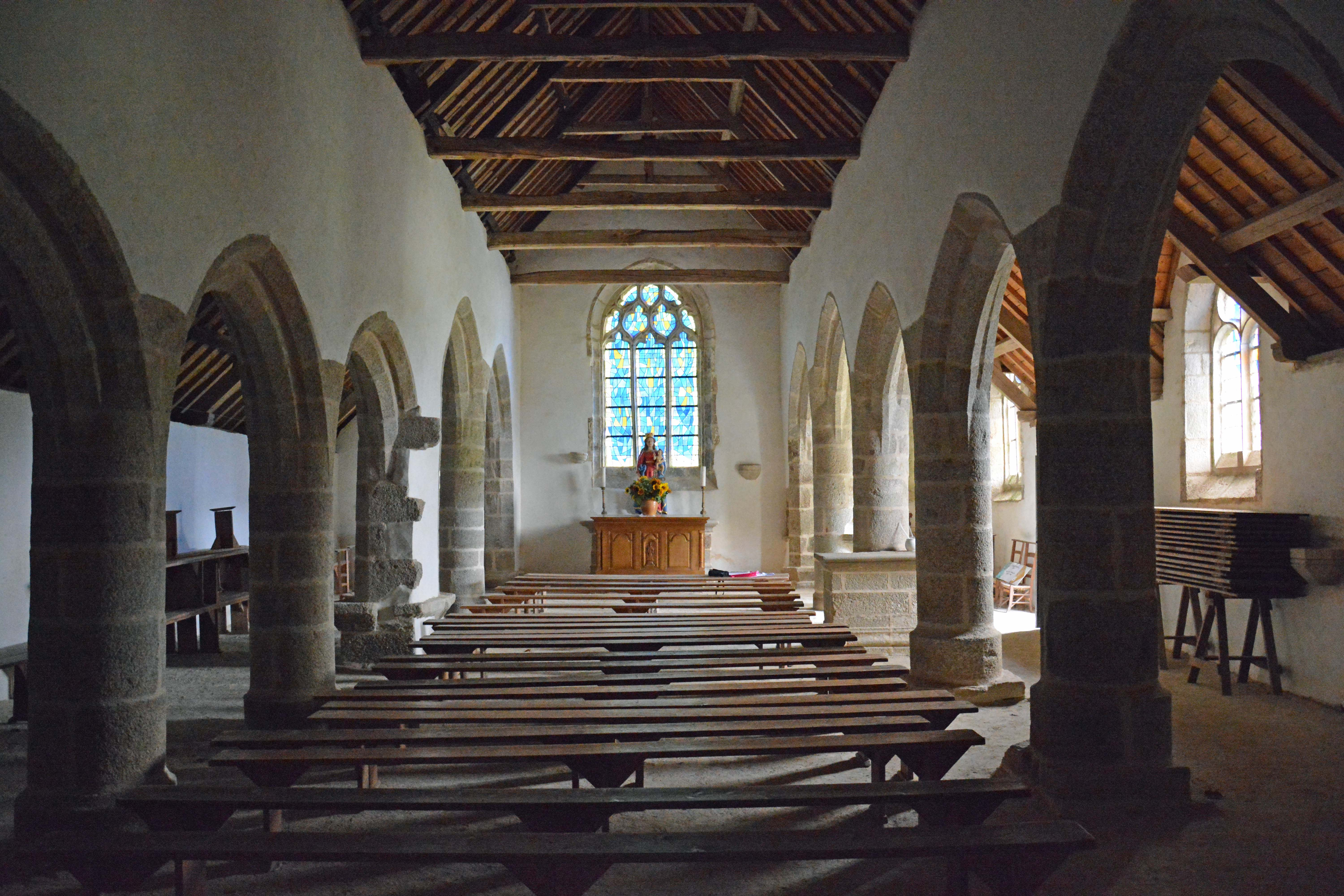
Intérieur
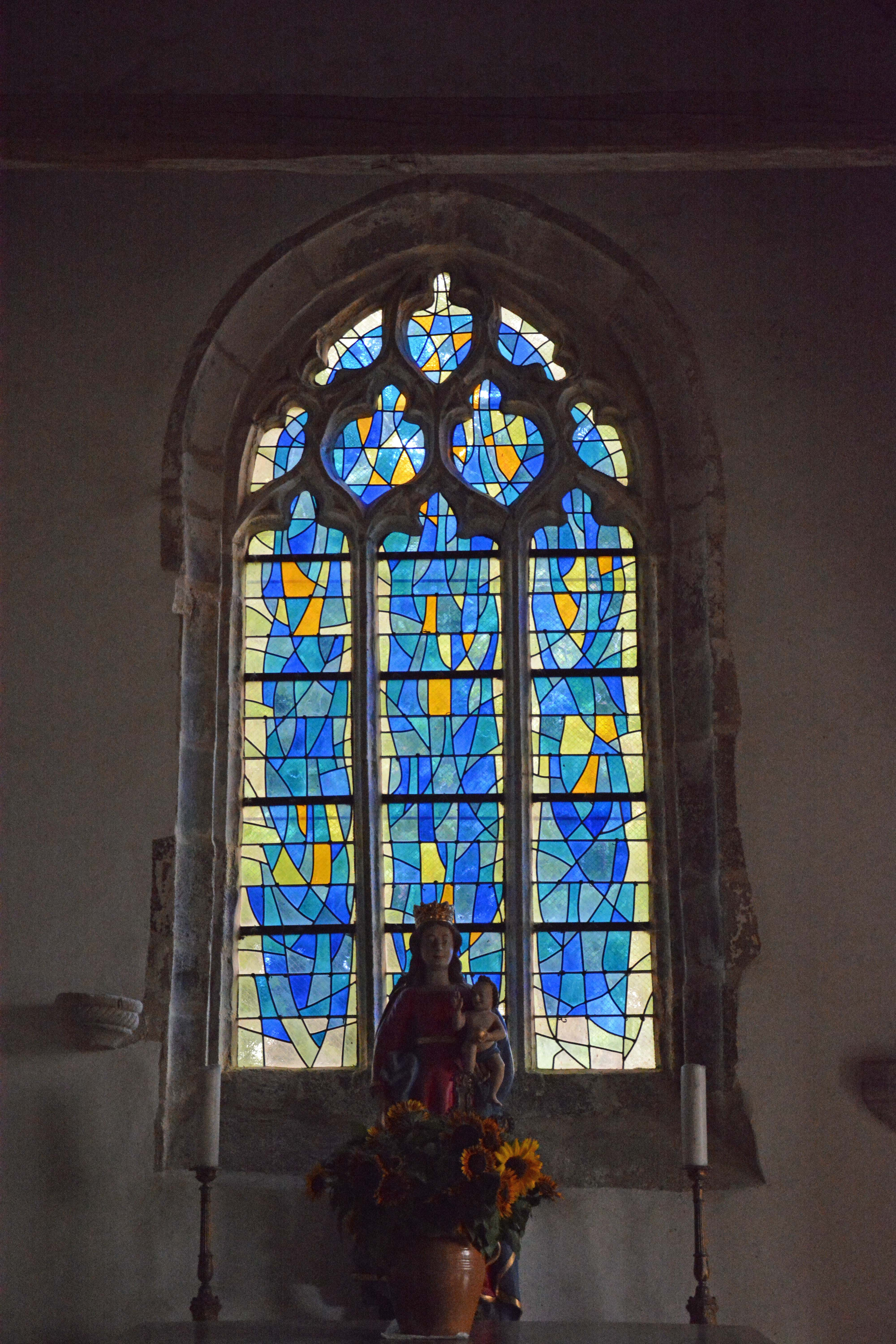
Vitrail
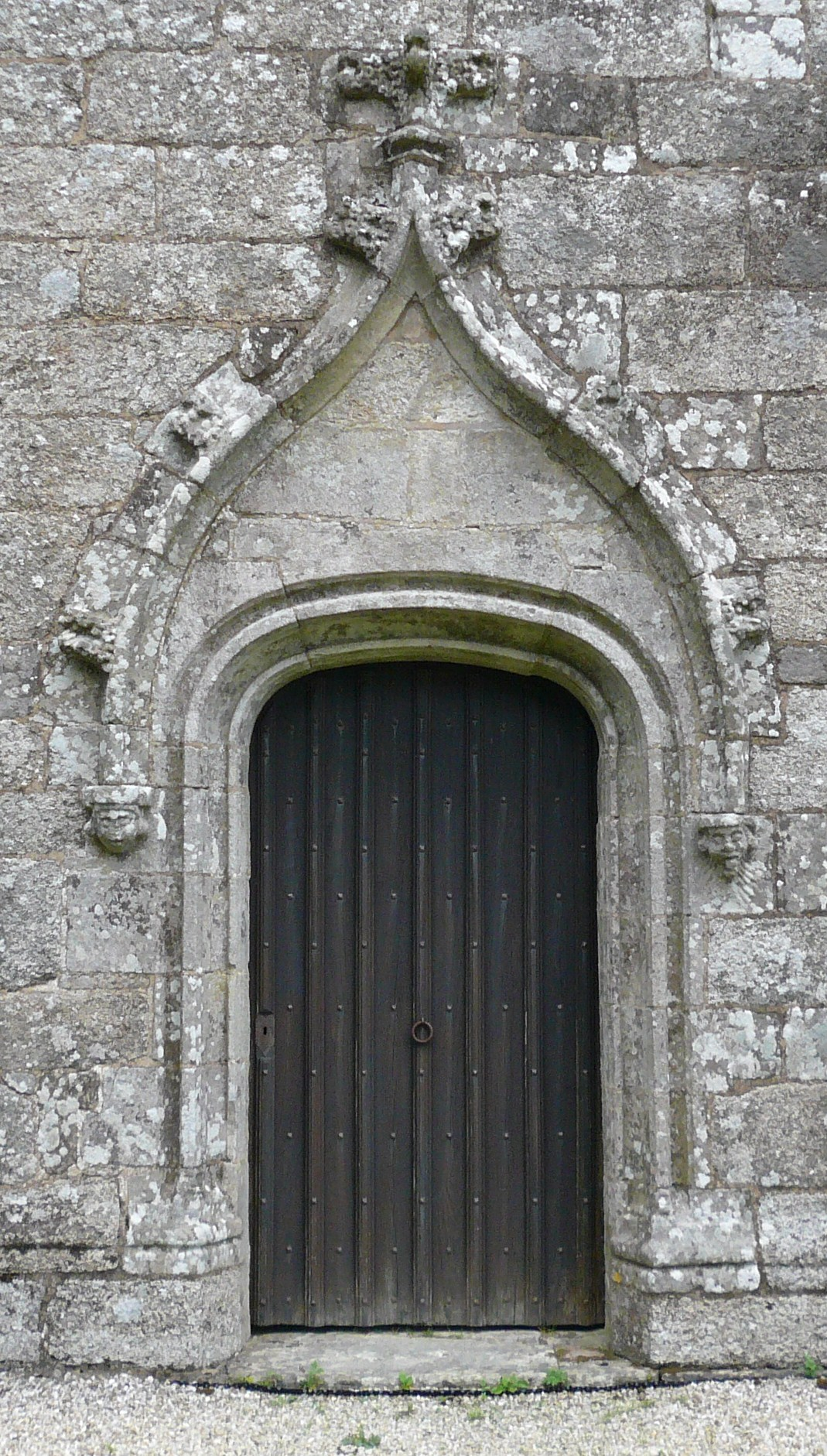
Porte
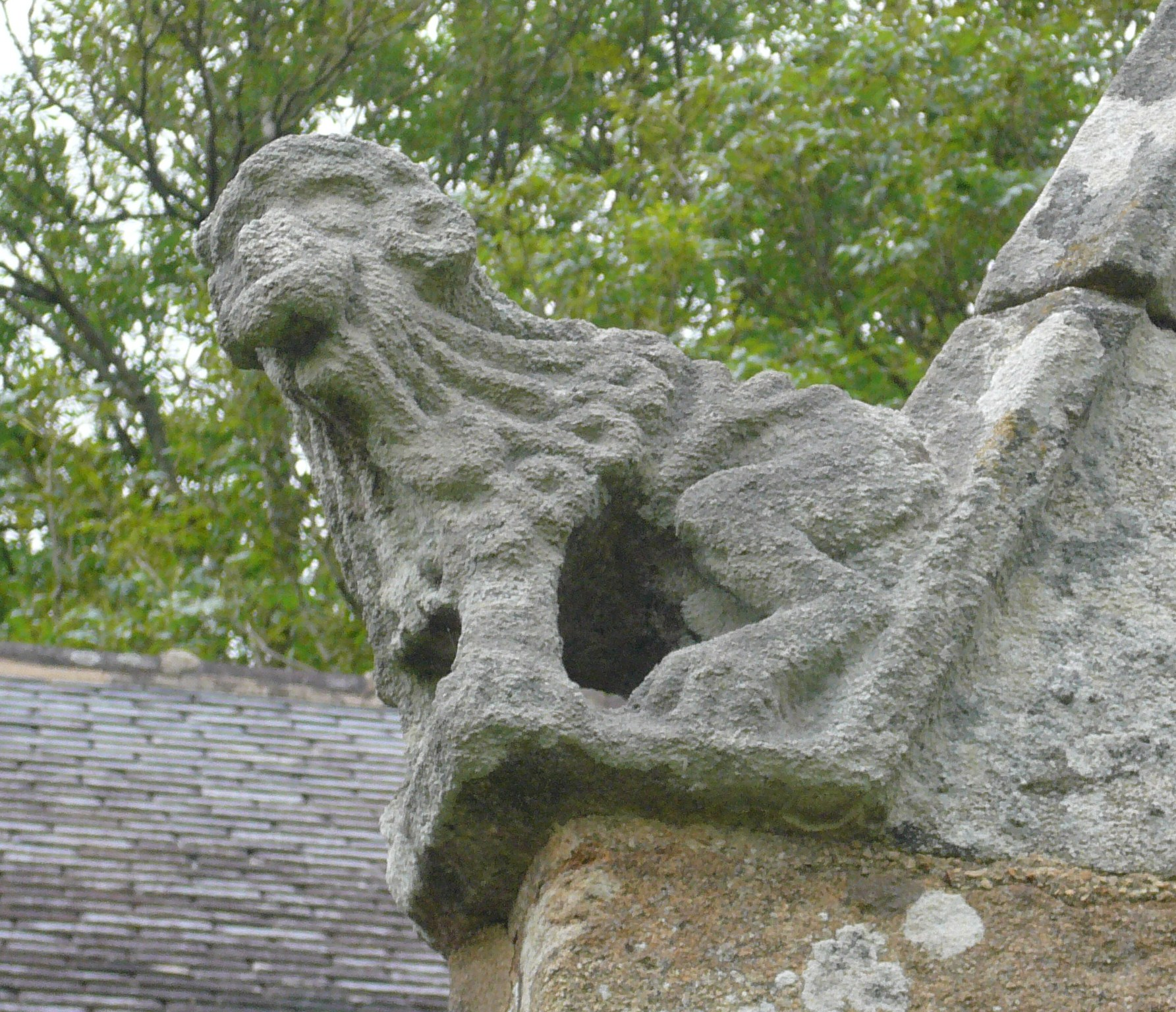
Chimère